# TV Aparecida
TV Aparecida é uma rede de televisão brasileira de conteúdo religioso e de entretenimento, com sede em Aparecida, no estado de São Paulo. 
Em 2016 está entre as 14 maiores redes de televisão do Brasil em abrangência e a 7.ª emissora de televisão aberta mais vista em todo o país. Em sua programação, há programas de entretenimento em geral.

## História

### Década de 2000

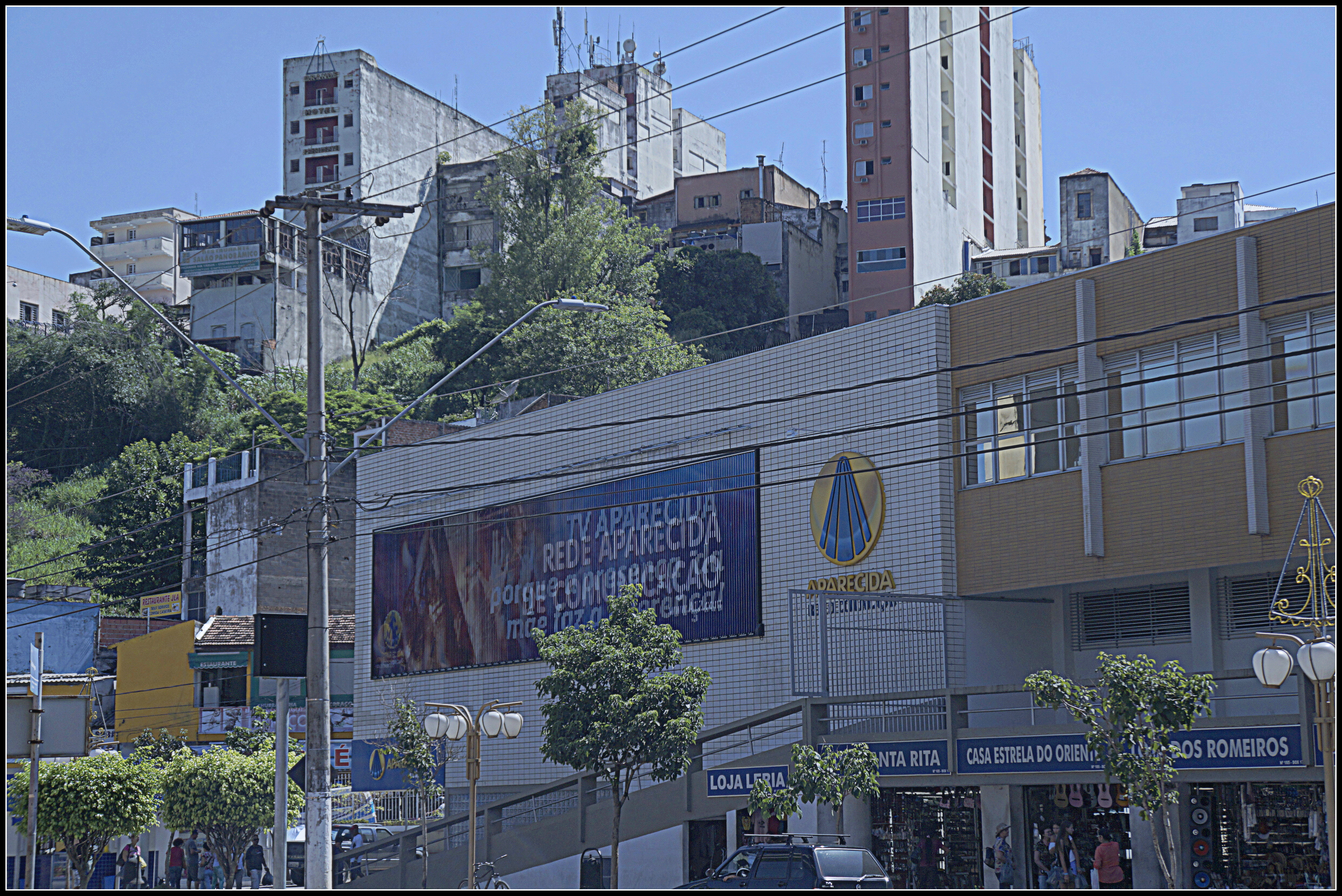
Sede da TV Aparecida em Aparecida, São Paulo.

A Rede Aparecida foi criada a partir de uma iniciativa da Igreja Católica. A Fundação Nossa Senhora Aparecida, mantenedora da Rádio Aparecida, conseguiu a concessão do canal 59 UHF de Aparecida - SP, o qual entrou no ar em 7 de setembro de 2004, para os habitantes da região. A cobertura para todo o Brasil entrou no ar em 8 de setembro de 2005. Em 2005, a Rede Vida num primeiro momento chegou a retransmitir a programação entre 9 as 12h na semana.
Em 11 de setembro de 2005, passou a ser a geradora da missa da manhã de domingo da TV Cultura de São Paulo. Já em 11 de outubro do mesmo ano, transmitiu ao vivo, em parceria com outras TVs Católicas, o Primeiro Show pela Paz e Solidariedade, realizado no pátio Papa João Paulo II, na área sul do Santuário Nacional.
O Sistema TV Paulista, antiga rede de retransmissoras de Gugu Liberato, passa a levar o sinal da TV Aparecida para 17 outras cidades a partir de abril de 2007. A rede passou a atingir neste ano cidades como São Luís/MA, João Pessoa/PB, Florianópolis/SC e Fortaleza/CE. No dia 20 de maio de 2011 a emissora ganha uma afiliada na capital da Bahia, a TV FBE: Televisão Brasil Ecoar canal 15.
Em agosto de 2009, a TV Aparecida contratou a ex-apresentadora da RedeTV! Olga Bongiovanni Mais tarde, Olga saiu da emissora. Em 1 de abril de 2010, a TV Aparecida e o Santuário Nacional criaram o A12, o portal de notícias de Aparecida.

### Década de 2010
No dia 23 de agosto de 2010, a TV Aparecida, em parceria com a TV Canção Nova, realizam o primeiro debate presidencial. Foi a primeira vez que emissoras de TV católicas realizaram esse tipo de evento.
Em setembro de 2011, foi lançado o aplicativo da Rede Aparecida de Comunicação para dispositivos dos sistemas Apple (IOS) e Android com a programação da TV Aparecida e da Rádio Aparecida (OM, OC/OT e FM) em tempo real. A emissora está entre as 14 maiores em Abrangência, segundo a Anatel.
Em outubro de 2016, a TV Aparecida anunciou sua programação especial dos 300 anos de Nossa Senhora Aparecida. Na época, foi exibida sua primeira telenovela, A Padroeira, adquirida através de contrato com a Rede Globo.

### Década de 2020
Em 13 de outubro de 2024, o sinal analógico da TV Aparecida na frequência 1120H do satélite Star One D2 foi desativado.

## Programas
A maior parte da programação é composta por programas católicos e transmissões ao vivo das missas diretamente do Santuário Nacional.
Ver em Programas da TV Aparecida.

## Séries exibidas na TV Aparecida
| # | Título no Brasil      | Título Original  | Início                | Termino                | Episódios | Criador(es)       | Ano de Exibição | Emissora Original | Ref.   |
| - | --------------------- | ---------------- | --------------------- | ---------------------- | --------- | ----------------- | --------------- | ----------------- | ------ |
| 1 | Mistérios no Convento | Che Dio ci aiuti | 9 de junho de 2018    | 15 de setembro de 2018 | 92        | Carlotta Ercolino | 2011            | Rai 1             | [ 24 ] |
| 2 | Don Matteo            | Don Matteo       | 03 de janeiro de 2020 | 19 de junho de 2020    | -         | Enrico Oldoini    | 2000            | Rai 1             | [ 25 ] |

| # | Título          | Início              | Termino             | Episódios | Emissora Original/Produtora | Ref.   |
| - | --------------- | ------------------- | ------------------- | --------- | --------------------------- | ------ |
| 1 | Bem-Aventurados | 06 de março de 2019 | 15 de abril de 2019 | 33        | Centro Cultural Cesgranrio  | [ 26 ] |
| 2 | Cartas Santas   | 13 de junho de 2022 | 17 de junho de 2022 | 5         | TV Aparecida                | [ 27 ] |

## Prêmios
- 2019: com o programa Arquivo A, que ficou em primeiro lugar no prêmio do Tribunal Superior do Trabalho, concorrendo na categoria Telejornalismo, pela reportagem sobre trabalho infantil no Pará[28]